# Tritomaria mexicana
Tritomaria mexicana là một loài Rêu trong họ Jungermanniaceae. Loài này được Bakalin mô tả khoa học đầu tiên năm 2008.